# Ensi (rappeur)
Pour les articles homonymes, voir Ensi.
Ensi, de son vrai nom Jari Ivan Vella (né le 13 décembre 1985 à Avigliana), est un rappeur italien. Il est membre du groupe OneMic avec son frère Raige et le rappeur et beatmaker Rayden.

## Biographie

### Jeunesse et débuts
né le 13 décembre 1985 à Avigliana, Ensi est le deuxième enfant d'une famille composée de trois frères. Fervent sportif, il pratique le rugby à un niveau professionnel et travaille comme technicien dans la découpe laser.
Ses premières rimes remontent aux premières années de cette décennie (1990), une période où il commence à se passionner pour le rap et le graffiti. Son talent pour le freestyle le différencie immédiatement, ce qui en fait en peu de temps l'un des rappeurs les plus populaires et appréciés dans le hip-hop italien.Sa carrière musicale débute en 1999, dans diverses collaborations. Il forme en 2003 le groupe OneMic avec son frère Raige et le rappeur Rayden. Cette même année, il a participé à la compétition du freestyle nationale Tecniche Perfette, terminant deuxième contre Mondo Marcio. Avec OneMic, il sort l'album Sotto la cintura, produit par La Suite Records. Ensi continue en parallèle avec des compétitions de freestyle, comme le 2theBeat en 2005 et en 2006.

### Carrière solo (2008–2011)
En 2008, Ensi autoproduit et publie son premier album, intitulé Vendetta. Originellement intitulé Mangia Flow, l'album est précédé du clip vidéo de son titre homonyme, publié le 30 mars. En 2009, le rappeur collabore avec le site web YouPush.it, pour la publication de son single Terrone. En 2009 sort Donercore EP, produit par DJ Nais et Big Fish chez Doner Music. Le 18 janvier 2010, il publie en téléchargement gratuit sur YouPush.it le single de Big Fish Generazione Tuning, en collaboration avec Vacca et Ensi. En 2010, il publie son deuxième EP, Equilibrio.

### Freestyle Roulette Mixtape(2012–2013)
En janvier 2012, Ensi signe au label discographique indépendant Tanta Roba, fondé par Gué Pequeno de Club Dogo et DJ Harsh. Deux mois plus tard, le rappeur participe au programme de freestyle MTV Spit diffusée sur MTV et présenté par Marracash. Ensi atteint la finale et gagne face à Nitro. Le 5 mai, il participe aux TRL Awards.
Le 23 mai 2012 sort la mixtape Freestyle Roulette Mixtape. Les textes des chansons, à l'exception de Numero uno, King del freestyle et Novecento, sont improvisées sur des thèmes choisis par Ensi, comme dans Nemico immaginario, où le rappeur parle de politique et de show business et où le freestyle se base sur des mots choisis au hasard dans le dictionnaire. Le 13 novembre 2012 sort son deuxième album solo, Era tutto un sogno, qui fait notamment participer Raige, Rayden, Gué Pequeno, Salmo et Kaos One. L'album est produit pour une bonne partie par Symone, The Orthopedic et Big Joe, et l'autre partie par DJ Shocca, Res Nullius, Fritz da Cat et Rayden. Le 12 décembre 2012, il effectue un freestyle en direct aux MTV Hip Hop Awards.
En décembre 2013, Ensi quitte le label Tanta Roba pour signer à la major Warner Music Group.

### Rock Steadyet autres (depuis 2014)
En 2014, Ensi collabore avec les Two Fingerz sur la chanson La cosa più bella che c'è, présente dans leur album Two Fingerz V ; le 22 juillet la même année, le rappeur annonce un troisième album studio, intitulé Rock Steady, publié le 2 septembre. Concernant le titre, le rappeur explique : « Le terme Rock Steady signifie quelque chose de constant, qui ne peut être secoué ou déplacé. C'est de l'argot qui décrit la capacité incessante de diviser. Solide comme un rock. Continu, de longue durée, immuable. Rester fidèle à soi-même, conformément à ses choix. Comme mon amour pour cette musique et cette culture. Compte tenu du fait qu'il y a un genre musical qui est appelé Rock Steady, né d'une variante du ska, et qu'il y a un crew de b-boy légendaire appelé rock Steady Crew, l'interprétation du terme m'a conduit à choisir ce titre pour mon album. »
Le 21 mai 2015, son fils Vincent Vella est né de sa compagne Adriana. En septembre 2015, il participe au programme radio One Two One Two. Toujours en 2015, il joue également dans le film Zeta - Una storia hip-hop, réalisé par Cosimo Alemà, sorti le 28 avril 2016 et dans lequel il joue son propre rôle sur la scène du Bomboclat, défiant Zeta dans la bataille pour le titre ; la bande originale du film contient le titre Casa, enregistré par le rappeur Izi avec Ensi lui-même.
En 2021, il collabore au roman graphique Sanctuary 2105, publié par BeccoGiallo.

## Discographie

### Albums studio
- 2008 : Vendetta
- 2012 : Era tutto un sogno
- 2014 : Rock Steady

### Mixtapes
- 2011 : Torino Selecao (avec DJ Double S)
- 2012 : Freestyle Roulette Mixtape

### EP
- 2009 : Donercore EP
- 2010 : Equilibrio
- 2015 : One by One

### Singles
- 2009 : Terrone
- 2012 : Suite Deluxe Anthem (Shablo feat. Ensi, Ghemon et Biggie Bash)
- 2014 : Change (feat. Patrick Benifei)
- 2014 : V.I.P. (feat. Y'akoto)
- 2015 : Juggernaut
- 2022 : Ho la hit (feat. Massimo Pericolo)

### Albums collaboratifs
- 2005 : Sotto la cintura (avec OneMic)
- 2011 : Commerciale (avec OneMic)
- 2011 : Cane di paglia EP (avec OneMic)

### Collaborations
| Année | Artiste | Titre                                    | Provenance                            |
| ----- | --- | ---------------------------------------- | ------------------------------------- |
| 2003  | Canebullo feat. Ensi | E se non fossimo così???                 | Solista ma non troppo                 |
| 2004  | 21 Grammi feat. Ensi | Zitti                                    | Orgoglio nazionale                    |
| 2005  | Gli Inquilini feat. Ensi, Willie Dbz, Easy One e Maloscantores                                                                             | Il giorno dopo                           | Il mondo nuovo                        |
| 2005  | DJ Double S feat. Ensi e Raige | Faccio muovere le teste                  | Underground People - Freestyle Battle |
| 2006  | Raige & Zonta feat. Ensi | Cuore e blu                              | Tora-Ki                               |
| 2006  | Dynamite Soul Men feat. Ensi | Dynamite Ensi OneMic                     | Dynamite Soul 6 Mixtape               |
| 2006  | DJ Double S & DJ Kamo feat. Ensi | The Zamurriata Taurinense                | Streetz Iz Callin                     |
| 2006  | Clementino feat. Ensi, Raige, Malva & Rayden                                                                                               | Fantasy3666                              | Napolimanicomio                       |
| 2006  | Rubo feat. Ensi | Longevity                                | Infinite Beats                        |
| 2006  | Rubo feat. Ensi | Inevitabile                              | Infinite Beats                        |
| 2007  | Kiave feat. Ensi e DJ Tsura | Pazienza                                 | 7 respiri                             |
| 2007  | Rayden feat. Ensi et Raige | Noi                                      | C.A.L.M.A.                            |
| 2007  | Rayden feat. Ensi | Sin City                                 | C.A.L.M.A.                            |
| 2007  | Rayden feat. Ensi, Raige e Lil' Flow | La Uannamaica                            | C.A.L.M.A.                            |
| 2007  | DJ Tsura & Luda feat. Ensi e Fprat Joe | Make It Rain                             | Deadly Combination Mixtape            |
| 2007  | DJ Double S feat. Ensi | Intro                                    | Suite Muzik                           |
| 2007  | DJ Double S feat. Ensi | Torino top flow                          | Suite Muzik                           |
| 2007  | DJ Double S feat. Ensi | Quattro lettere                          | Suite Muzik                           |
| 2007  | DJ Double S feat. Ensi | Outro                                    | Suite Muzik                           |
| 2008  | Jake La Furia feat. Ensi e Nto' | Libro senza cuore                        | Benvenuti nella giungla               |
| 2008  | Mondo Marcio feat. Ensi | Che ti piaccia o no                      | In cosa credi                         |
| 2008  | Tormento et Esa feat. Ensi | Non è poco                               | Siamesi Brothers                      |
| 2008  | Daniele Vit feat. Ensi | Tu non immagini                          | Adesso EP                             |
| 2009  | Emis Killa feat. Ensi | Sai che c'è                              | Keta Music                            |
| 2009  | Raige feat. Ensi e Rayden | Di che parlo                             | Zer06 - Zer08                         |
| 2009  | Raige feat. Ensi | Sempre qui                               | Zer06 - Zer08                         |
| 2009  | Raige feat. Ensi e Rayden | Una volta e per sempre                   | Zer06 - Zer08                         |
| 2009  | Raige feat. Ensi | Non è uguale                             | Zer06 - Zer08                         |
| 2009  | DJ Nais feat. Ensi e Raige | Non voglio problemi                      | Zeitgeist                             |
| 2009  | DJ Nais feat. Ensi | La mia gente                             | Zeitgeist                             |
| 2009  | P-Easy feat. Ensi, Evergreen, Libo, Rayden, Asher Kuno, Pula+ e Tommy Smoka                                                                | V.I.P. Superstarz                        | V.I.P. Easy EP                        |
| 2009  | Maxi B feat. Ensi e Metro Stars | Certi amici                              | Invidia                               |
| 2009  | DJ Fede feat. Ensi | Stessi guai                              | Original Flavour                      |
| 2009  | Gué Pequeno feat. Ensi | Grand Royal                              | Fastlife Mixtape Vol. 2 - Faster Life |
| 2009  | Bassi Maestro & Babaman feat. Ensi e Supa                                                                                                  | Ad ogni costo (Rap-Or-Die)               | La lettera B                          |
| 2009  | Brain feat. Ensi, Prosa e Michasoul | Sono                                     | Brainstorm                            |
| 2009  | Fratelli Quintale feat. Ensi | Come fa                                  | The Reverse Coconut Mixtape           |
| 2009  | Rayden feat. Ensi, Raige e DJ Double S | Timeline                                 | In ogni dove                          |
| 2009  | Rubo feat. Ensi e Radio Rade | XXXXL (Heavy Rap)                        | Rubo presenta Radio Rade              |
| 2009  | Rubo feat. Ensi, Speaker Cenzou, Brain, Pensie e Fure Boccamara                                                                            | Figli dei '90s                           | Rubo presenta Radio Rade              |
| 2009  | Two Fingerz feat. Ensi | Pensare meno                             | Il disco finto                        |
| 2009  | Big Fish feat. Ensi e Vacca | Generazione Tuning                       | —                                     |
| 2009  | Nto' feat. Ensi e Entics | Nient'altro                              | Beatbox Selection vol. 1              |
| 2009  | Raige feat. Ensi e Rayden | A mani nude                              | Zero9                                 |
| 2010  | DJ Jad feat. Ensi | Così lontani                             | Il sarto                              |
| 2010  | Vacca feat. Ensi | Miliardo                                 | Sporco                                |
| 2010  | Club Dogo feat. Ensi, Entics, Vacca e Emis Killa                                                                                           | Spacchiamo tutto                         | In Italia - Hip Hop Samsh Hits Vol. 1 |
| 2010  | Exo feat. Jake La Furia, Emis Killa, Ensi, Luchè, Surfa, Vacca e Daniele Vit                                                               | Fino alla fine                           | Fino alla fine (single)               |
| 2010  | Emis Killa feat. Ensi | Ho visto                                 | Champagne e spine                     |
| 2010  | Purple Finest feat. Ensi | Come si può                              | Pure Pleasure                         |
| 2011  | Sody feat. Danti e Ensi, Daniele Vit | Il genio nella lampo                     | —                                     |
| 2011  | Xtream Team feat. Ensi | So cold                                  | Xtreme Quality Mixtape                |
| 2011  | Gué Pequeno feat. Entics, Ensi, 'Nto, Marracash, Jake La Furia e Nex Cassel                                                                | Big!                                     | Il ragazzo d'oro                      |
| 2011  | Gemitaiz & MadMan feat. Ensi e Rayden | Back on the Scene                        | Haterproof                            |
| 2011  | ATPC feat. Ensi | Il mio tempo                             | Adesso                                |
| 2011  | Mondo Marcio feat. Ensi e Palla | Cos'hai di nuovo                         | Musica da Serial Killer               |
| 2011  | Louis Dee feat. Ensi | Non ci prendiamo in giro                 | Love Is Love 2 - Mixtape              |
| 2011  | Entics feat. Ensi | Equilibrio                               | Soundboy                              |
| 2011  | MixUp feat. Chief e Ensi | Milano libera tutti                      | —                                     |
| 2011  | Don Joe & Shablo feat. Emis Killa e Ensi                                                                                                   | Il resto del mondo                       | Thori e Rocce                         |
| 2011  | Nex Cassel feat. Ensi | Paura e soldi                            | Tristemente noto Vol. 2               |
| 2011  | Emis Killa feat. Ensi | Tutti in catene                          | Il peggiore                           |
| 2011  | Bassi Maestro feat. Ensi | Sopra la cintura                         | Tutti a casa                          |
| 2011  | O' Luwong feat. Ensi, Clementino, Callister, Darione, Emcee O'Zi, Ramtzu, Paura et Dope One                                                | Unity                                    | —                                     |
| 2012  | Baby K feat. Ensi | Testacoda                                | Lezioni di volo                       |
| 2012  | Gemitaiz feat. Primo, Ensi e DJ 2P | Ti piacerebbe                            | Quello che vi consiglio Vol. 3        |
| 2012  | Johnny Marsiglia & Big Joe feat. Ensi | Everyday                                 | Orgoglio                              |
| 2012  | Max Brigante feat. Danti, Ensi e Dargen D'Amico                                                                                            | Allenatichefabene Remix                  | Allenatichefabene (Remixes)           |
| 2012  | El Raton, Ensi, Salmo, En?gma, Bassi Maestro, Rocco Hunt, Gemitaiz                                                                         | King's Supreme                           | Machete Mixtape I                     |
| 2012  | Gué Pequeno feat. Ensi et Zuli | Forza campione                           | Fastlife Mixtape Vol. 3               |
| 2012  | Lil' Pin, Kennedy & DJ Yodha feat. Mistacabo e Ensi                                                                                        | Un'altra bomba                           | I.N.R.I.                              |
| 2012  | Club Dogo feat. Ensi | Ragazzo nella piazza                     | Noi siamo il club                     |
| 2012  | Max Pezzali feat. Ensi | S'inkazza (Questa casa non è un albergo) | Hanno ucciso l'Uomo Ragno 2012        |
| 2012  | Raige feat. Ensi e Attila | Ogni mezzo necessario                    | Addio                                 |
| 2012  | Rayden feat. Ensi e Raige | Trinità                                  | L'uomo senza qualità                  |
| 2012  | Stokka e MadBuddy feat. Ensi, Johnny Marsiglia e DJ Shocca                                                                                 | Ho fame                                  | Bypass                                |
| 2012  | Gemitaiz & MadMan feat. Ensi | Antidoping                               | Detto, fatto.                         |
| 2012  | Entics feat. Ensi et DJ Double S | Fressh Flash                             | Carpe Diem                            |
| 2012  | Kiave feat. Ensi e Clementino | Street Fighter                           | Solo per cambiare il mondo            |
| 2013  | Gemitaiz feat. Bassi Maestro e Ensi | Forever True                             | L'unico compromesso                   |
| 2013  | Major Lazer feat. Ensi, Bruno Mars, Tyga e Mystic                                                                                          | Bubble Butt remix                        | —                                     |
| 2013  | Rise Beatbox feat. Ensi e Clementino | I cinque sensi                           | L'ultimo dei sensi                    |
| 2013  | Rise Beatbox feat. Ensi e Danti | Non cambio                               | L'ultimo dei sensi                    |
| 2013  | Gué Pequeno feat. Ensi | Come mai (Itaglia)                       | Bravo ragazzo                         |
| 2013  | MadMan feat. En?gma et Ensi | Numbers                                  | MM Vol. 1 Mixtape                     |
| 2013  | 3D feat. Ensi | My Medicine                              | Top                                   |
| 2013  | Rocco Hunt feat. Ensi | Quanto darei                             | Poeta urbano                          |
| 2013  | Fritz da Cat feat. Ensi | Pinuchosky                               | Fritz                                 |
| 2013  | Jake La Furia feat. Nto' et Ensi | Bla bla bla                              | Musica commerciale                    |
| 2013  | Clementino feat. Ensi et Kiave | Tekken III                               | Mea culpa                             |
| 2013  | Vox P feat. Ensi, Johnny Marsiglia et DJ Tsura                                                                                             | T.W.A                                    | Il rovescio della piramide            |
| 2013  | E-Green feat. Ensi | Non basterà                              | Il cuore e la fame                    |
| 2013  | Gemitaiz feat. Killa Cali, Jack the Smoker, LowLow, Ensi, Uzi Junker, Clementino e Pedar Poy                                               | Tutti quanti                             | Quello che vi consiglio Vol. 4        |
| 2014  | Kento & The Voodoo Brothers feat. Ensi | Mp38                                     | Radici                                |
| 2014  | The Night Skinny feat. Ensi, Lord Bean, Salmo et DJ Double S                                                                               | Hostis Drama                             | Zero Kills                            |
| 2014  | The Night Skinny feat. Casino Royale et Ensi                                                                                               | Resta vivo                               | Zero Kills                            |
| 2014  | The Night Skinny feat. Achille Lauro, Johnny Marsiglia, Ensi, Noyz Narcos, Chicoria, Louis Dee, Er Costa, Clementino, Rocco Hunt et Egreen | Indian tweet posse                       | Zero Kills                            |
| 2014  | The Night Skinny feat. Ensi et I.Sofia | Credi che sia facile                     | Zero Kills                            |
| 2014  | Rayden feat. Ensi et Raige | Solo nell'umanità                        | Raydeneide                            |
| 2014  | Two Fingerz feat. Ensi | La cosa più bella che c'è                | Two Fingerz V                         |
| 2014  | Rocco Hunt feat. Ensi | Die young                                | 'A verità                             |
| 2014  | Anagogia feat. Ensi | Champions                                | Pillole                               |
| 2014  | Reset! feat. Ensi, Clementino et Stereoliez                                                                                                | Facci fare una festa                     | Future Madness                        |
| 2014  | Raige feat. Ensi | Atlante                                  | Buongiorno L.A.                       |
| 2014  | Fred De Palma feat. Ensi et Shade | Fai cisti                                | Lettera al successo                   |
| 2015  | Noyz Narcos et Fritz da Cat feat. Jack the Smoker et Ensi                                                                                  | Respect the Hangover                     | Localz Only                           |
| 2015  | Clementino feat. Ensi et Francesco Paura                                                                                                   | Spari di parole                          | Miracolo!                             |
| 2015  | Louis Dee feat. Ensi et E-Green | 666                                      | Sto bene all'inferno                  |
| 2015  | Rasty Kilo feat. Ensi et Nerone | 300k                                     | Favelas Mixtape                       |
| 2015  | Francesco Paura feat. Don Diegoh, Ensi et Kiave                                                                                            | L'amore                                  | Darkswing                             |
| 2015  | Willie Peyote feat. Paolito et Ensi | Nessuno è il mio signore                 | Educazione sabauda                    |
| 2015  | Ensi feat. Lucio Dalla | Profondo                                 | Bella Lucio!                          |
| 2015  | Gemitaiz feat. Johnny Marsiglia et Ensi | Questa giornata                          | QVC6                                  |
| 2015  | Ill Papi & Il Presidente Dogo Gang feat. Ensi et NerOne                                                                                    | Va tutto bene                            | Storie                                |
| 2015  | Fabio Giachino feat. Ensi | Torino, New Orleans, New York            | Balancing Dreams                      |
| 2016  | Nex Cassel feat. Ensi et DJ 2P | Scuola classica                          | rappeur bianco                        |
| 2016  | DJ Fede feat. Ensi | Stessi guai                              | Boom Bap Beatz                        |
| 2016  | Izi feat. Ensi | Casa                                     | Fenice                                |
| 2016  | Microspasmi feat. Jack the Smoker et Ensi                                                                                                  | Nell'iperspazio                          | Come 11 secondi                       |
| 2016  | Pulse feat. Ensi | Quando parlo di lei                      | Jazz and the City                     |
| 2016  | DJ 2P feat. Ensi | Don dada                                 | Inferno 9                             |
| 2017  | Mr. Phil feat. Il Turco, Ensi et Nex Cassel                                                                                                | Tutto già fatto                          | Kill Phil 2                           |
| 2017  | Rise Beatbox feat. Ensi et DJ Double S | Apocalypto                               | L'oro in bocca                        |
| 2018  | Negrita feat. Ensi | Talkin' to You                           | Desert Yacht Club                     |
| 2020  | Gemitaiz feat. Ensi et Speranza | Money Money                              | QVC9                                  |
| 2022  | Clementino feat. La Niña et Ensi | Non passa mai                            | Black Pulcinella                      |
| 2023  | Dani Faiv feat. Ensi et Nerone | Legame                                   | Teoria del contrario mixtape vol. 2   |
| 2023  | Peppe Soks feat. Ensi e Clementino | N.W.A.                                   | Ammore malamente                      |
| 2023  | Gemitaiz feat. Ensi et Nerone | Coppa Italia                             | QVC 10                                |
| 2024  | Subsonica feat. Willie Peyote et Ensi | Scoppia la bolla                         | Realtà aumentata                      |
| 2024  | Jack the Smoker feat. Ensi, Nerone et Louis Dee                                                                                            | No problema RMX                          |                                       |

## Distinctions
| Année | Lieu                    | Catégorie                     | Résultat   |
| ----- | ----------------------- | ----------------------------- | ---------- |
| 2012  | MTV Hip Hop Awards 2012 | Chanson de l'année            | Nomination |
| 2012  | MTV Hip Hop Awards 2012 | Vidéo de l'année              | Nomination |
| 2012  | MTV Hip Hop Awards 2012 | Meilleur rappeur freestyle    | Lauréat    |
| 2013  | MTV Awards 2013         | Meilleur nouvel artiste Pepsi | Nomination |

### Compétitions freestyle
| Année | Lieu                   | Résultat       |
| ----- | ---------------------- | -------------- |
| 2003  | Tecniche Perfette 2003 | Deuxième place |
| 2003  | Giovedì Maphia 2003    | Première place |
| 2004  | Microphone Master 2004 | Première place |
| 2005  | Face Off Jam 2005      | Deuxième place |
| 2005  | 2theBeat 2005          | Première place |
| 2006  | 2theBeat 2006          | Deuxième place |
| 2011  | MTV Spit Gala          | Non classé     |
| 2012  | MTV Spit               | Première place |